# Ratpenat llengut de Miller
El ratpenat llengut de Miller (Glossophaga longirostris) és una espècie de ratpenat del nord de Sud-amèrica i les Illes de Sobrevent. Es troba al nord del Brasil, Veneçuela, Colòmbia, Guyana, Trinitat i Tobago, Grenada, les Antilles Neerlandeses i les Illes Verges Nord-americanes.

## Subespècies
- G. l. campestris
- G. l. elongata
- G. l. longirostris
- G. l. major
- G. l. maricelae
- G. l. reclusa
- G. l. rostrata